# 约翰·萨默维尔
约翰·萨默维尔（英語：John Somerville，1926年9月10日—1987年3月5日），新西兰男子草地滚球运动员。他曾代表新西兰参加1974年英联邦运动会草地滚球比赛，获得男子四人金牌。